# 阿萊帕塔群島

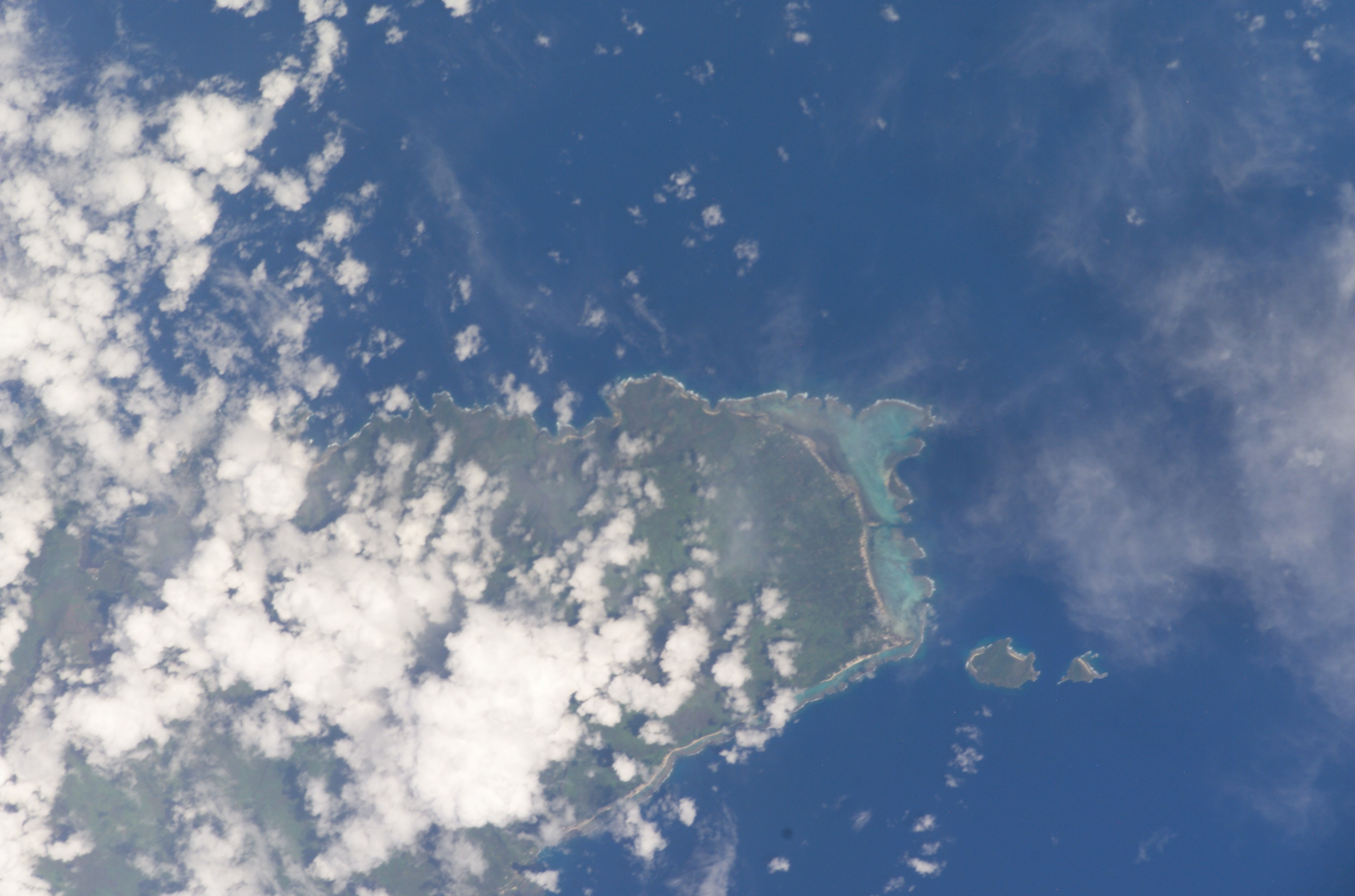

阿萊帕塔群島是南太平洋國家薩摩亞的群島，由努烏泰雷島、努烏盧瓦島、納木瓦島和法努瓦塔普島四個島嶼組成，總面積1.68平方公里，是海鳥的築巢地。

## 外部連結
- OceanDots.com: Aleipata Islands （页面存档备份，存于）
- Some information about Nu'utele and Nu'ulua. （页面存档备份，存于）

14°04′20″S 171°24′40″W / 14.07222°S 171.41111°W